# Dargies
Dargies település Franciaországban, Oise megyében. Lakosainak száma 242 fő (2022. január 1.). Dargies Daméraucourt, Grandvilliers, Laverrière, Offoy, Sarnois, Sommereux, Équennes-Éramecourt, Poix-de-Picardie, Sentelie és Thoix községekkel határos.

## Népesség
A település népességének változása:
| Lakosok száma | 250  | 250  | 256  | 253  | 250  | 248  | 246  | 244  | 242  |
|               | 2013 | 2015 | 2016 | 2017 | 2018 | 2019 | 2020 | 2021 | 2022 |